# Shinobu
Shinobu（シノブ、忍、2月24日生）は、日本のギタリスト、作曲家、編曲家、マニピュレーター。栃木県出身。B型。現在は主にCreature Creature、The LEGENDARY SIX NINEのメンバーとして活動。

## 経歴
1999年、PlatinA Forestに加入。2000年に「天界のオーロラ～AURORA HEALING～」(真・女神転生デビルチルドレンED)でメジャーデビュー。
2001年、Platina Forest解散後、同メンバー クロ・コスギ (現Sugiya、Moi dix Mois、ZIZ、The LEGENDARY SIX NINE)らと共にVanillaを結成、2002年始動。メイン作曲家を務めた。2003年解散。
2006年、Kight (ex.Shulla、AUBE)に声をかけられ、Reo (Lc5)らと共にガイズファミリー(Guy's Family)を結成、パーティーロックをコンセプトに活動を展開。2008年解散。
2007年、ナイトメア(NIGHTMARE)のシングル「DIRTY」にアレンジとプログラミングで参加。それをきっかけに現在も同バンドや仙台貨物の作品にマニピュレーターなどとして参加している。
2009年6月、DEAD ENDのボーカリストMORRIEのプロジェクトCreature Creatureに、Sakura、人時、HIRO (Libraian、La'cryma Christi)と共にサポートメンバーとして起用され、ツアー「シモーヌと逆鱗」に参加。以降Creature Creatureのメンバーとして活動している。
2010年、ナイトメアのドラマーRUKAのソロ・プロジェクトThe LEGENDARY SIX NINE (第一弾)に、サポートギタリスト、編曲家、作曲家として参加。HAKUEI、TWIGY、Ni〜ya(ナイトメア)、TAKAYAMAとライヴイベント3本に出演し、RUKAの依頼によりライヴで使用されたオープニングSEと楽曲「DEATH DISCO」(未音源化)を提供。またCreature Creatureの2ndアルバム『INFERNO』に参加し「Gone By Rain」を提供した。
2011年、Creature Creatureに「楽園へ」を提供。2012年、同曲がシングルとしてリリース。またアルバム『PHANTOMS』にはShinobuの書き下ろし楽曲「Fire Burn With Me」が収録された。
2013年、DEAD ENDへのトリビュート・アルバム『DEAD END Tribute -SONG OF LUNATICS-』収録曲「So Sweet So Lonely」(vo.yasu・ba.人時・dr.真矢)に参加。
またThe LEGENDARY SIX NINE (第二弾)に揺紗 (THE KIDDIE)、圭 (baroque)、Sugiyaと共にメンバーとして参加し、ミニアルバム『BELIAL』をリリース。

## 人物
中学3年生の頃に初めてギターを手にした。高校時代に地元で人気があったバンド「スティングレイ」のオーディションを受け加入し東京でもライヴ活動をしていた。卒業後に友人(Aiji (LM.C、PIERROT)が在籍したKALENのドラマー)の誘いで上京、のちにPlatina Forestに加入。影響を受けたアーティストはX JAPAN、D'ERLANGER、ZI:KILL、L'Arc〜en〜Ciel、LUNA SEA、La'cryma Christi、イングヴェイ・マルムスティーンなど。
音楽理論やプログラミングにも精通し、編曲家・マニピュレーター以外にもボーカルアドバイザー、レコーディング・エンジニアなど活動は多岐に渡る。
使用ギターはフェルナンデス製。シングルコイルを好んで使用。メインはフェンダー・ストラトキャスタータイプのオリジナルモデルで、Creature CreatureではHIROとともに7弦を使用している。またThe LEGENDARY SIX NINEではハムバッキングを使ったギターを用いてメタル的なアプローチでサウンドを構築。音楽機材マニアでもあるため機材を多数所有しており、コンパクトエフェクターに至っては把握しきれないほど持っている。Creature Creatureで共に活動しているHIROを師匠と慕い、Shun (DuelJewel)には師匠と呼ばれ慕われており、2008年にはテレビ番組「V-Style MOVE!!」内で3人でのギターセッションを披露した。
RUKA(ナイトメア)は「ソロ(・プロジェクト)をやるとなった時もShinobuナシでは考えられなかった」とし、The LEGENDARY SIX NINE (第一弾)のシングル「Cruel」(2010年)のカップリングにナイトメアの「DIRTY」のカバーを選んだのもShinobuとの出会ったときの思い出の曲だから、と話している。The LEGENDARY SIX NINEは毎回メンバーを変える企画ものとしているが、2013年の第二弾の活動でも「Shinobuにもう少し知恵を借りたい」とのことで第一弾のメンバーから唯一の居残り参加となった。
MORRIEの「売れる曲を」という依頼によりCreature Creatureのために作曲した楽曲「Gone By Rain」(2010年)は、かつて憧れ現在は共に活動するメンバーへのリスペクトを込め、自身が影響を受けた1990年代のヴィジュアルシーンを象徴する曲調をコンセプトとして制作。MORRIE曰く「Creature Creatureに新風を吹き込んだ」。また2011年のCreature Creatureの楽曲「Telos」(「PSYCHETELOS」収録)では、ギターの大部分がShinobuの演奏となっており、作曲者であるMORRIEは「曲のイメージがより繊細に、より透明感が出た」と話した。

## 作品

### PlatinA Forest
- Feeling Precious (1999年12月1日 ミニアルバム)
- 天界のオーロラ ～AURORA HEALING～ (2000年10月18日 シングル) メジャーデビュー作品、真・女神転生 デビルチルドレンED

### Vanilla
- Call or Down (2002年1月15日 デモテープ)
- ハモリ講座 (2002年2月4日 デモテープ)
- 妖幻鏡II (2002年5月29日 オムニバス)
- サガシモノ／小さな願い (2002年6月1日 シングル)
- Shock Edge 2002 (2002年10月21日 オムニバス)
- Q (2002年11月5日 シングル)
- A (2002年12月5日 シングル)
- コラボディスク (2003年5月5日 シングル) Fatimaとの企画盤

### ガイズファミリー
- サンセンチ (2006年12月6日 シングル)
- CANNONBALL Vol.3 (2007年2月21日 オムニバス)
- サンセンチ 2nd Press (2007年2月21日 シングル) 1曲追加されたセカンドプレス
- スリーピース (2007年4月18日 シングル)
- スリーピース 2nd Press (2007年7月18日 シングル) MV収録DVDが付属になったセカンドプレス
- トリプルナイン 999 (2007年7月18日 シングル)
- Shock Edge '07 (2007年10月10日 オムニバス)
- VOLTAGE (2007年10月24日 シングル)
- ROYAL HONEY (2008年3月12日 シングル)
- Final Party (2008年7月2日 ベストアルバム)

### The LEGENDARY SIX NINE
- Cruel (2010年3月24日 シングル)
- BELIAL (2013年10月16日 ミニアルバム)

### Creature Creature
- INFERNO (2010年7月21日 アルバム)
- PSYCHETELOS (2011年6月12日 シングル)  ライヴ会場販売・1000枚限定
- EXORCISING ORPHEUS -Paradise Tour Final- (2011年10月12日 ライヴDVD)
- 楽園へ/Ataraxia (2012年6月20日 シングル)
- くるめき/Sexus (2012年8月8日 シングル)
- PHANTOMS (2012年10月17日 アルバム)
- Death Is A Flower(2017年3月15日 アルバム)

### その他
- DEAD END Tribute -SONG OF LUNATICS- (2013年9月4日 トリビュートアルバム) 「So Sweet So Lonely」

### レコーディング参加
- 芸スクール漢組!!/仙台貨物 (2007年10月10日 シングル)
- DIRTY/ナイトメア (2007年11月7日 シングル) 魔人探偵脳噛ネウロOP
- Killer Show/ナイトメア (2008年5月21日 アルバム)
- CANNONBALL vol.4 (2008年6月11日 オムニバス) Bergerac作品
- Genocide Streaming[code:adstract data type]/Bergerac (2008年7月16日 シングル)
- Starlight serenade/Bergerac (2008年10月22日 シングル)
- SIXTH SENSE/Bergerac (2009年4月22日 ミニアルバム)
- majestical parade/ナイトメア (2009年5月13日 アルバム)
- 凸/仙台貨物 (2009年10月28日 アルバム)
- Historical ～The Highest NIGHTMARE～/ナイトメア (2010年10月20日 ベストアルバム)
- NIGHTMARE/NIGHTMARE (2011年11月23日 アルバム)
- SCUMS/NIGHTMARE (2013年1月30日 アルバム)
- スケベスト/仙台貨物 (2013年7月13日 ベストアルバム)
- チバノミクス/仙台貨物 (2013年12月18日 ミニアルバム）
- TO BE OR NOT TO BE/NIGHTMARE (2014年3月19日 アルバム)
- SENDIE KAMOTSU/仙台貨物 (2014年7月30日 ミニアルバム)